# Burg Langenau
Die Burg Langenau ist eine abgegangene Burg bei der Gemeinde Langenau im Alb-Donau-Kreis in Baden-Württemberg.
Die nicht mehr lokalisierbare Burganlage soll im Besitz der Reichsstadt Ulm gewesen sein.